# Brooklyn Castle
Brooklyn Castle (2012) es un documental sobre la Escuela Intermedia 318, una escuela pública del centro de la ciudad de Brooklyn, Nueva York. Donde un programa de ajedrez extraescolar, que cuenta con educadores dedicados y una comunidad que lo apoya, ha triunfado sobre profundos recortes presupuestarios para formar el equipo de ajedrez de secundaria más ganador del país, y el primer equipo de secundaria en ganar el Campeonato de Estados Unidos. Campeonato nacional de escuelas secundarias de la Federación Estatal de Ajedrez. La película sigue a cinco miembros del equipo de ajedrez de la escuela durante un año, desde abril de 2009 hasta junio de 2010, y documenta sus desafíos y triunfos tanto dentro como fuera del tablero.
Los derechos del remake han sido adquiridos por Sony Pictures y el productor Scott Rudin. Otros trabajos de Rudin incluyen la coproducción de la aclamada película Searching for Bobby Fischer (1993).
Brooklyn Castle se estrenó en el festival de cine South by Southwest (SXSW) el 11 de marzo de 2012. Durante los siguientes meses se proyectó durante al menos otros once festivales de cine y ganó un total de tres premios hasta la fecha. La película se estrenó en un número limitado de cines estadounidenses el 19 de octubre de 2012. Brooklyn Castle se emitió en la serie POV de PBS el 7 de octubre de 2013.

## Protagonistas
- Rochelle Ballantyne
- Justus Williams
- James Black, Jr.

## Recepción
Actualmente, la película tiene una calificación del 96% en Rotten Tomatoes, basada en 45 reseñas y una puntuación promedio de 7,6/10.